# Malkara (district)
Malkara is een Turks district in de provincie Tekirdağ en telt 56.484 inwoners (2007). Het district heeft een oppervlakte van 1178,2 km².
De bevolkingsontwikkeling van het district is weergegeven in onderstaande tabel.
| 1997   | 2000   | 2007   |
| ------ | ------ | ------ |
| 59.318 | 59.125 | 56.484 |